# Sigismund Thalberg

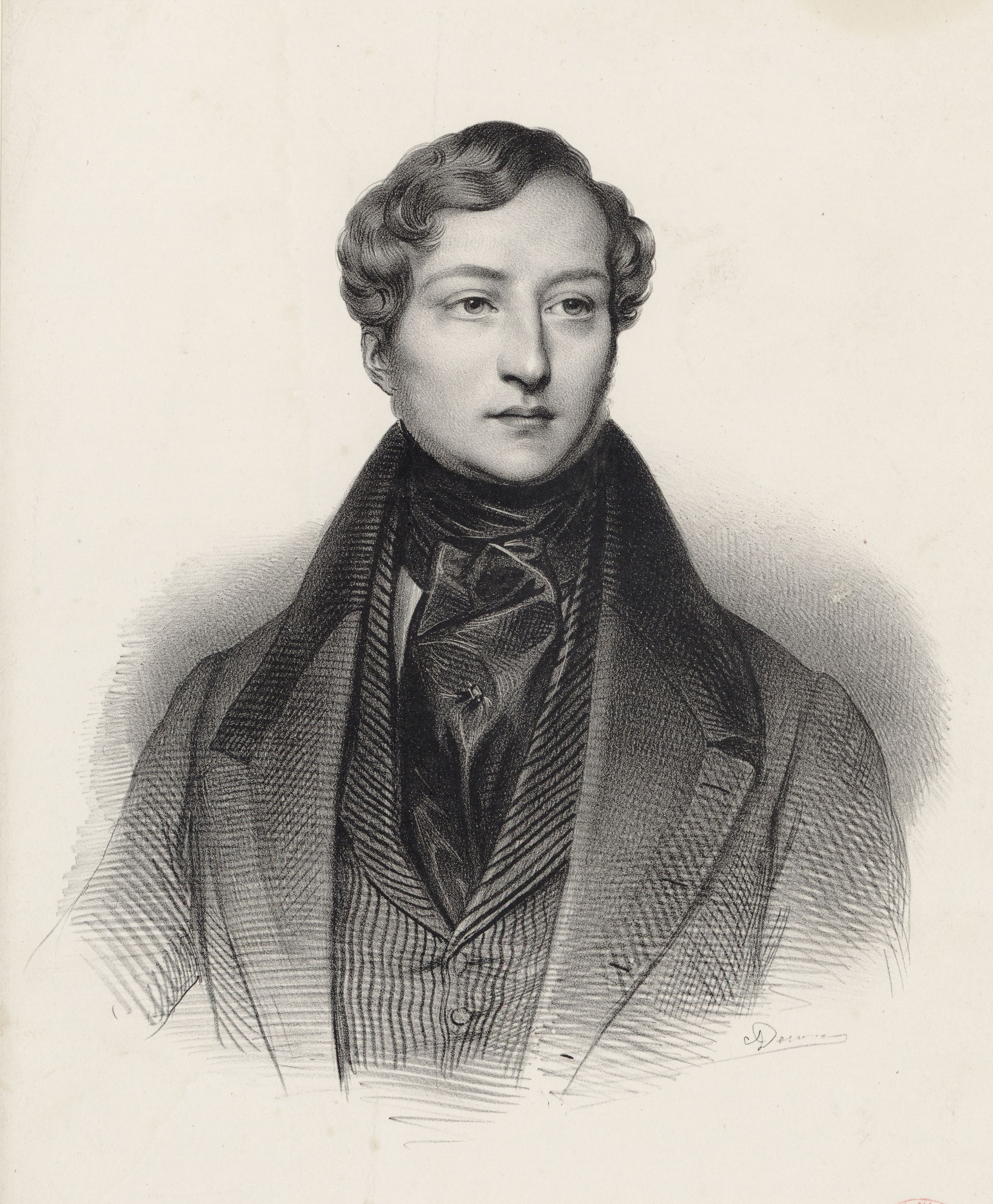
Sigismund Thalberg, Stich von Achille Devéria, 1836

Sigismund Thalberg (* 8. Januar 1812 in Pâquis bei Genf; † 27. April 1871 in Posillipo bei Neapel) war ein österreichischer Komponist und einer der prominentesten Klaviervirtuosen des 19. Jahrhunderts.

## Leben

### Familiäre Herkunft

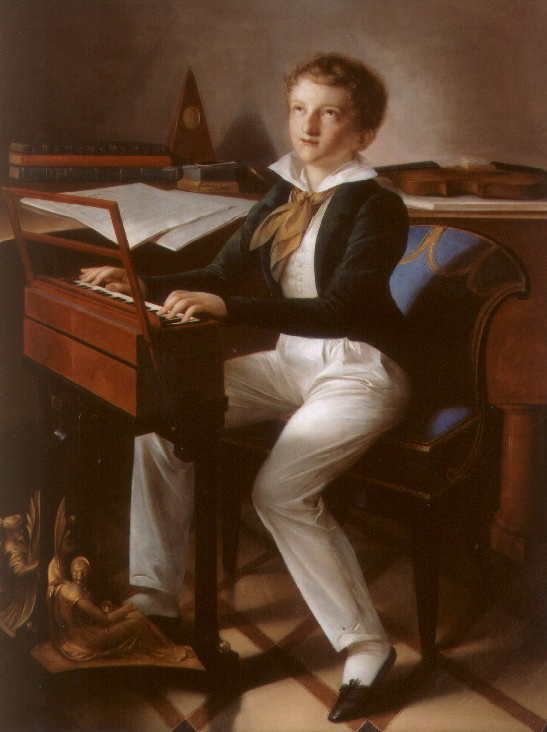
Sigismund Thalberg in seiner frühen Jugend

Sigismund Thalbergs Geburtsurkunde weist für seine Eltern die Namen Joseph Thalberg und Fortunée Stein aus, doch kann heute als sicher gelten, dass dies fiktive Namen sind. Wegen seiner unehelichen Geburt, die als anstößig galt, war es zu Thalbergs Lebzeiten üblich, über seine Eltern nur in Andeutungen zu sprechen. François-Joseph Fétis, der Thalberg und dessen Mutter persönlich kannte, schrieb in seinem Lexikon Biographie universelle des musiciens (1863), Thalberg sei natürlicher Sohn eines Fürsten „M.. D..“ und einer Baronin „W…“.
Der Name der Mutter als einer Baronin Wetzlar (von Plankenstern) wurde 1871 von Leopold Kohl von Kohlenegg (Henrion Poly) in einem Beitrag für die Zeitschrift Ueber Land und Meer und 1882 von Constantin von Wurzbach der Öffentlichkeit bekannt gemacht. Zur Entschuldigung ihrer Indiskretion schrieben beide Autoren, die Baronin habe selbst niemals ein Geheimnis daraus gemacht, dass Sigismund Thalberg ihr Sohn sei. Mit dem von den Autoren genannten Namen ist eine Julia Bydeskuty von Ipp gemeint, die aus einer Familie des ungarischen Landadels stammte und seit 1820 mit einem Baron Wetzlar verheiratet war. Sie ließ sich später in Venedig nieder, wo Ende März 1838 Franz Liszt mit ihr Bekanntschaft schloss.
Hinsichtlich der Identität von Thalbergs Vater wurden von den Zeitgenossen der Fürst Franz Joseph von Dietrichstein und dessen Bruder Graf Moritz von Dietrichstein in Erwägung gezogen. Liszt, der beide im April 1838 in Wien traf, bezeichnete in einem Brief an Marie d’Agoult vom 14. April 1838 den Fürsten als Thalbergs Vater. Tatsächlich geht aus dem Gothaischen genealogischen Adelskalender hervor, dass der Fürst neben anderen Titeln den Titel eines Freiherrn von Thalberg führte, so dass er in diesem Sinn Franz Joseph von Thalberg war. Sigismund Thalberg lebte in Wien in dem Palais des Fürsten. Es ist danach ausgeschlossen, dass er sich, etwa zur Förderung seiner musikalischen Karriere, eine Herkunft von einer prominenten Familie selbst beigelegt haben kann. Der für die Mutter angegebene Name „Fortunée“ bedeutet „Die Glückliche“. Eine Heirat mit dem Fürsten kam aber nicht in Betracht, weil dieser seit dem 16. Juli 1797 bereits mit einer Gräfin Alexandrine Schuwalow verheiratet war.

### Musikalische Anfänge bis zum Beginn der Konzertlaufbahn

Sigismund Thalberg, 1826

Als Thalbergs Klavierlehrer werden häufig Carl Czerny und Johann Nepomuk Hummel sowie August Mittag, erster Fagottist der Wiener Hofoper, genannt. Czerny ließ jedoch in seinen Lebenserinnerungen Thalberg ganz unerwähnt. Thalberg selbst dementierte im Gespräch mit Fétis, dass er Schüler Hummels oder Czernys gewesen sei. Er wies in diesem Zusammenhang auf den ersten Fagottisten der Hofoper hin, was aber als Scherz gemeint sein mochte. Die Baronin Wetzlar, Thalbergs Mutter, war als brillante Amateurpianistin bekannt, so dass er wohl von ihr selbst Klavierunterricht erhielt. Dies stimmt insoweit mit der Schilderung Wurzbachs überein. Es kam später Kompositionsunterricht bei Simon Sechter hinzu. Thalberg debütierte frühzeitig als Pianist in Wien, wo er sich mit Werken des klassischen Repertoires, so mit Konzerten von Ludwig van Beethoven und von Hummel, aber auch mit eigenen Kompositionen hören ließ. Im Jahr 1828 veröffentlichte er als op. 1 eine brillante Fantasie über Melodien aus Carl Maria von Webers Euryanthe.
Im Frühjahr 1830 konzertierte Thalberg erstmals in Berlin sowie am 14. Mai 1830 in Leipzig, wo er mit dem Kreis um Friedrich Wieck, dem Klavierlehrer Robert Schumanns, Bekanntschaft schloss. In dem Jugendtagebuch Clara Wiecks, mit der Thalberg zusammen musizierte, wird sein Klavierspiel als sehr fertig, jedoch nicht effektvoll genug beschrieben. Gut zehn Jahre später war Clara Wieck, inzwischen Clara Schumann geworden, von dem Klavierspiel Thalbergs restlos begeistert. In einer Tagebuchnotiz von Anfang Februar 1841 heißt es:

„Montags besuchte uns Thalberg, und spielte zum Entzücken schön auf meinem Pianoforte. Eine vollendetere Mechanik giebt es nicht, und seine Claviereffekte müssen oft die Kenner hinreißen. Ihm mißglückt kein Ton, seine Läufe kann man mit Perlenreihen vergleichen, seine Octaven sind die schönsten, die ich je gehört.“

In den frühen 1830er Jahren machte Thalberg in einigen seiner Werke von kontrapunktischen Satztechniken Gebrauch. Ein Beispiel von dieser Art ist seine Fantasie op. 12 über Melodien aus Bellinis Norma. In einem ersten Hauptteil nach der Introduktion wird ein Marschthema variiert. Die zweite Variation ist ein Kanon. Einem zweiten Hauptteil liegt ein lyrisches Thema zugrunde, das Thalberg mit großem Geschick zu einer Fuge entwickelt hat. Im Finale der Fantasie werden die Themen der beiden Hauptteile kombiniert. Auf seinen Reisen 1828 bis 1835 wurde er von Adalbert Johann Polsterer begleitet.
Thalbergs Norma-Fantasie war als Konzertstück bald sehr beliebt, doch hatte die Verwendung ernsthafter Satztechniken in einer Opernfantasie zuerst Irritation bei den Zeitgenossen ausgelöst. In einer Rezension Schumanns in der Neuen Zeitschrift für Musik wurde die Fantasie mit spöttelnden Kommentaren bedacht. Auch in Paris, wo die Fantasie im Sommer 1834 im Verlag Farrenc erschien, wurde sie in der Zeitschrift Le Pianiste mit abwartender Skepsis rezensiert. Thalberg komponierte daraufhin neue Werke in einem anderen Stil. Als er im November 1835 in Paris erschien, wurde er in kometenhaftem Aufstieg von Kennern als hervorragender Komponist und führender Pianist seiner Zeit anerkannt.

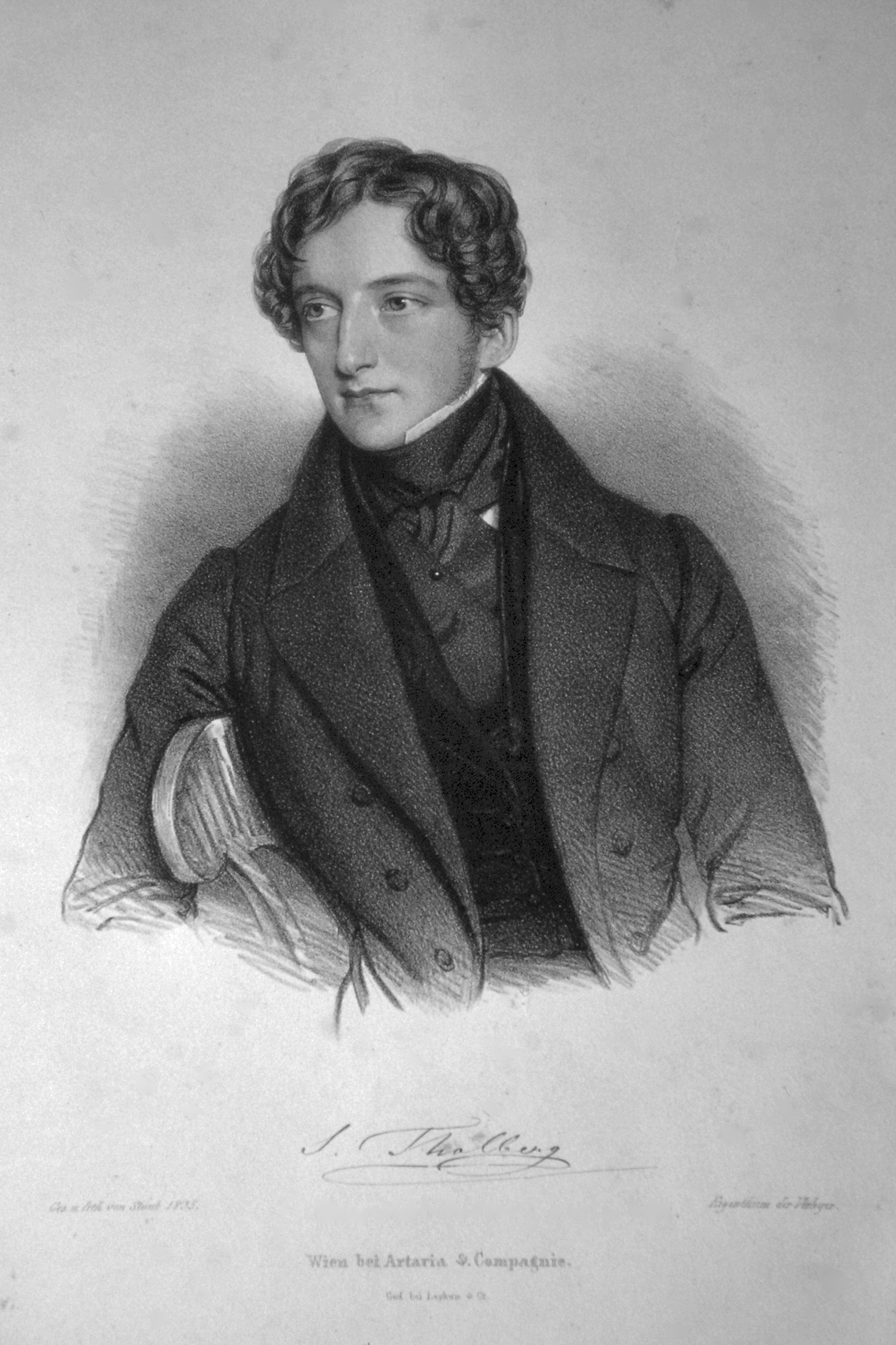
Sigismund Thalberg Lithographie von Andreas Staub, um 1830

Bei Thalbergs zweitem Aufenthalt in Paris ab Anfang Februar 1837 kam es zu einer Konfrontation mit Franz Liszt, der in einer Rezension in der Revue et Gazette musicale vom 8. Januar 1837 die von der Mehrzahl der übrigen Zeitgenossen gelobten Werke Thalbergs pauschal als inhaltslos und vollständig unbedeutend verrissen hatte. Die Konfrontation der beiden Pianisten lief unaufhaltsam auf ein direktes Aufeinandertreffen hinaus. Im März 1837 waren beide in den Salon der Prinzessin Cristina Belgiojoso zu einer Soirée eingeladen. Ein eindeutiger Sieger ging aus diesem Duell nicht hervor, wie die zeitgenössischen Musik-Journalisten berichten. Auf die Frage, wer der Sieger unter Thalberg und Liszt sei, sagte Prinzessin Belgiojoso: „Thalberg ist der vorderste Pianist der Welt. Liszt ist einzigartig.“ Kurz: Liszt könne nicht verglichen werden. Zeitgenössische  Komponisten wie Berlioz und Chopin allerdings waren sich einig, Liszt sei unantastbar und unweigerlich der beste Pianist der Welt.

### Ernennung zum k. k. Kammervirtuosen
Zu den zahlreichen Ehrungen, die Thalberg schon in jungen Jahren zuteilwurden, gehörte die Ernennung zum k. k. Kammervirtuosen. Der Titel wurde ihm am 12. Mai 1833 von Kaiser Franz I. verliehen.

### Konzertreisen
In den Folgejahren bereiste Thalberg als Virtuose weite Teile Europas. Dabei kam es bei verschiedenen Gelegenheiten zu weiteren Begegnungen mit Liszt. Die beiden Künstler trafen im Frühjahr 1838 in Wien, im Frühjahr 1840 in Paris, im Sommer 1840 am Rhein und im Frühjahr 1844 wieder in Paris zusammen. Thalberg, dem es bis in die Mitte der 1840er Jahre hinein gelang, sein künstlerisches Ansehen beständig zu steigern, ging bei den Wiederbegegnungen mit Liszt der Möglichkeit eines neuen Vergleichs konsequent aus dem Weg, indem er in der Gegenwart Liszts eigenes Klavierspiel unterließ und sich auf die Rolle eines wohlwollend lobenden Betrachters beschränkte. In der Abwesenheit Liszts gewann er dann das zuvor von Liszt besetzte Terrain ohne Mühe zurück. In Italien, in England und in Paris war er viel erfolgreicher als Liszt. In Wien, wo Liszt im Winter 1839/1840 in einer Serie von Konzerten legendäre Triumphe feierte, reichten im Frühjahr 1841 zwei Konzerte Thalbergs aus, um ihn im Urteil des Publikums und der Kritik wieder an die Spitze zu setzen.
Thalberg und Liszt wurden in klaviertechnischer Hinsicht als gleichwertig eingestuft. Während aber Liszt als Komponist kaum Anerkennung fand, erhielt Thalberg für seine Werke lobende Rezensionen in Superlativen. Der Jubel, mit dem in der Leipziger Allgemeinen musikalischen Zeitung, die Veröffentlichung von Thalbergs Thême et Étude op. 45 begrüßt wurde, ist nach sonst üblichen Begriffen der Zeit beispiellos.

„Da haben wir es endlich, das langersehnte reizende Stück, wodurch uns Thalberg schon vor einem Jahre bezauberte und welches seitdem auf seinen Kreisen den Eingang in Aller Herzen gefunden hat. Käme diese Anzeige früher, ehe diese Etude so weltbekannt wurde, wir würden uns in Vermuthungen darüber erschöpfen können, was der herrliche Virtuos dabei gedacht habe, als ihm dieser glückliche Wurf gelang; so mannigfache Ideen erwachsen in uns beim Durchspielen dieses kleinen äusserst graziösen Tongemäldes. Da die Etude jedoch bereits auf allen Pianoforten zu finden ist, so kämen unsere Vermuthungen post festum, und wir können uns mit der Anzeige begnügen, drücken jedoch dem lieben Künstler in Gedanken die Hand, der uns durch seine Fantasie über Don Juan recht theuer geworden ist.“

Seit spätestens 1835 spielte Thalberg in seinen Konzerten fast ausschließlich eigene Kompositionen, in der Hauptsache seine Opernfantasien, Variationen und Etüden, doch wurde ihm für diese Programmgestaltung selbst in Leipzig kein Vorwurf gemacht. Es war aus seinen Auftritten in privaten Kreisen bekannt, dass er auch das klassische Repertoire meisterhaft beherrschte. Dagegen galt Liszt, der in seinen Konzerten bei einem grundsätzlich ähnlichen Repertoire einen weit größeren Anteil von klassischen Werken spielte, als Repräsentant eines modernen Virtuosentums, von dem eine Verflachung des musikalischen Geschmacks zu befürchten sei. In dem Vortragsstil Liszts in seinen Konzerten wurde nicht selten ein Defizit im musikalischen Ausdruck kritisiert. Auch in dieser Hinsicht stand Thalberg in seinem öffentlichen Ansehen makellos da. Die folgende Rezension in der Leipziger Allgemeinen musikalischen Zeitung ist dafür ein typisches Beispiel.

„Herr S. Thalberg beherrscht das Pianoforte im vollkommensten Grade, ja er erhebt es durch seine individuelle Behandlungsweise zu einem der ersten, indem er ihm Vorzüge leiht, die man sonst nicht in der Natur desselben glaubte. Dies ist keine Uebertreibung. Er weiss durch die Elastizität seines Anschlags verbunden mit einer äusserst geschickten Benutzung des Zuges, der die Dämpfung aufhebt, einen Ton hervorzubringen, der etwas ganz Ausserordentliches und Eigenthümliches hat. Hiermit vereint er die Kunst, das Thema seines Satzes mit ein oder zwei Fingern der rechten Hand zu spielen, indess die anderen Finger der rechten und linken Hand die schwierigsten Begleitungsfiguren dazu ausführen. In der gesangsreichen Weise, das Thema herauszuheben, liegt ein Reiz, der auf jedes gefühlvolle Publikum unwiderstehlich wirken muss. Es ist die vollendetste Nachahmung des Gesanges, die man sich denken kann. Da keine Passage der rechten oder linken Hand Herrn Thalbergs zu schwer ist und er Alles mit der eigensinnigsten Präzision ausführt, so haben diese Figuren oft einen Reichthum, eine Fülle, die bewunderungswürdig ist. Hiermit verbindet er eine Bravour, die Alles übertrifft, was wir bisher auf diesem Instrument gehört hatten, und einen hinreissend gefühlvollen Vortrag, der die Uebergänge vom donnerähnlichen Forte zum leise dahinsterbenden Piano aufs Reizendste motiviert und verbindet. Nach all dem können wir nur sagen, der Karakter des Thalberg’schen Spiels sei Vollendung. Was er leistet, ist immer vollkommen schön, vollkommen fertig und lässt nichts zu wünschen übrig.“

Im Vergleich mit Liszt hat Thalberg eine viel geringere Zahl von Konzerten gegeben. Während Liszt sich in Städten wie Wien und Paris in ganzen Serien von Konzerten hören ließ, gab Thalberg an diesen Orten nicht mehr als zwei Konzerte in einer Saison. Er legte zudem mitunter lange Pausen ein, in denen er überhaupt keine Konzerte gab. Dabei war er als Virtuose ein Spitzenverdiener. Nachdem er bereits aus seinem ersten eigenen Konzert in Paris am 16. April 1836 einen Gewinn von 10.000 Francs gezogen hatte, nahm die Höhe seiner Einkünfte in späteren Jahren noch zu. Liszt, der im April und Mai 1836 in Lyon konzertierte, musste sich in dieser Zeit mit einer Einnahme von 500 Francs pro Konzert begnügen. Im Frühjahr 1838 verdiente Liszt in Wien mit einem einzelnen Konzert etwa 3.500 Francs. Nach acht Jahren erfolgreicher internationaler Konzerttätigkeit erhielt er im Frühjahr 1846 ein Angebot, für ein Honorar von 15.000 Francs zwei Konzerte im Italienischen Theater in Paris zu geben. Liszt, dessen Einkünfte aus einem einzelnen seiner Konzerte danach objektiv geringer waren, musste sich mit Vorwürfen einer übertriebenen Geldgier auseinandersetzen. Solche Vorhaltungen blieben Thalberg erspart. Die folgende Charakterisierung von Hector Berlioz trifft insoweit zu.

„Thalberg gehört zu der kleinen Anzahl Künstler, denen Alles zum Guten ausschlägt, selbst ihr Erfolg. Man beneidet ihn nicht, dass er Talent hat, dass er ein Günstling des Ruhms und des Glückes ist; und hätte er neben Beethoven’s Genius den Namen Napoleon’s und die Millionen der Bank von Frankreich, man würde ihn auch nicht beneiden. Bemüht er sich etwa um Reichthum und Berühmtheit? Nicht im Geringsten.“

Am 3. Mai 1848, nachdem er bereits von seiner eigenen Konzertlaufbahn zurückgetreten war, hatte Liszt wohl zum ersten Mal seit der Konfrontation von 1837 in einem Wohltätigkeitskonzert in Wien Gelegenheit, das Klavierspiel seines früheren Rivalen zu hören. Nach der Schilderung von Liszts zeitweiligem Schüler Nepomuk Dunkl saß Liszt aufmerksam horchend und laut Beifall spendend auf dem Podium. Im Frühjahr 1853 gab Liszt seinem Schüler und späteren Schwiegersohn Hans von Bülow den Rat, in Wien Thalberg zu besuchen; und auch von Bülow sind aus seinen Briefen begeisterte Schilderungen von Thalbergs Klavierspiel bekannt.

### Spätere Jahre

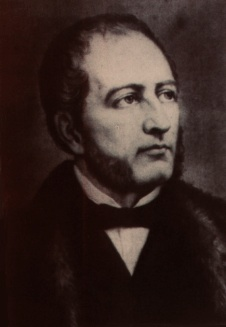
Bild aus späten Jahren

Nach den Misserfolgen seiner Opern Florinda und Cristina di Svezia in den Jahren 1851 und 1855–1856 unternahm Sigismund Thalberg Tourneen durch Süd- und Nordamerika (Brasilien 1855, USA 1856). Nach der Rückkehr kaufte er 1858 in Posillipo in der Nähe von Neapel ein Landgut, wo er sich niederließ und für die folgenden vier Jahre in Zurückgezogenheit lebte. Im Frühjahr 1862 ließ er sich in Paris und in London noch einmal in Konzerten hören, wobei er den gleichen Erfolg wie in früherer Zeit erzielte. Nach einer letzten Konzertreise nach Brasilien im Jahr 1863 schied er aus dem aktiven Musikleben aus. Auch seine Laufbahn als Komponist endete in dieser Zeit. Er widmete sich dem Anbau von Wein, für den er 1867 in einer Ausstellung in Paris einen Preis erhielt. Als er 1871 in Posillipo starb, hinterließ er eine wertvolle Sammlung mit mehreren hundert musikalischer und anderer Autographen berühmter Komponisten. Die Sammlung wurde nach seinem Tod verkauft. Einige Teile, darunter Briefe Mendelssohns, sind bis heute verschollen.
Nach der eigenen Angabe Thalbergs im Vorwort seiner L’art du chant appliqué au piano (Die Kunst des Gesanges auf dem Pianoforte) betitelten Schule des Gesangs für das Klavier op. 70 hatte er in seiner Jugend bei einem berühmten Sänger Gesangsunterricht genommen. Gemeint ist offenbar Luigi Lablache, der erste Bassist des Italienischen Theaters in Paris, dessen älteste Tochter Zecchina Thalberg im Frühjahr 1843 heiratete. Aus der Ehe ging am 16. April 1858 die Tochter Zaré hervor, die nach dem Tod ihres Vaters Opernsängerin wurde. Sie debütierte mit großem Erfolg am 10. April 1875 in der Royal Italian Opera in London als Zerline in Mozarts Don Giovanni.

## Werke

### Einführung
Thalberg war ein sehr produktiver, vor allem mit seinen Klavierwerken äußerst erfolgreicher Komponist. Als sein berühmtestes Konzertstück wird seine Fantasie op. 33 über Melodien aus der Oper Moses von Rossini angesehen, die er erstmals am 12. März 1837 in der Zeit seiner Konfrontation mit Liszt in einem Konzert im Pariser Konservatorium spielte. Die Fantasie wurde schon bald nach ihrer Veröffentlichung im Frühjahr 1839 von vielen anderen Pianisten, darunter Clara Schumann, in das eigene Repertoire übernommen. Thalbergs Fantasie op. 12 über Melodien aus der Oper Norma von Bellini wurde mehrfach von Liszt öffentlich gespielt. Über Thalbergs Deux airs russes variés op. 17 schrieb Schumann:

„Und da wir einmal im vollen Lobesstrome stehen, so sei noch der köstlichen neuen Variationen von Thalberg gedacht, der vorzüglichsten gelungensten Composition, die mir bis jetzt von ihm vorgekommen. […] Dass Hr. Thalberg das erste Thema mit Vorliebe behandelte, scheint mir natürlich: überhaupt schrieb er aber mit Liebe, in einer reichen Stunde und so entstand eine fantasie- und wirkungsvolle Einleitung, hinter der das Lied eines Kindes, reizend und verklärt wie ein Engelskopf hervortaucht. Eben so zart und bedeutsam schmiegen sich ihm zwei Veränderungen an, die man auch im musikalischen Satz, im Fluß der Stimmen, in der ganzen Abrundung beinahe vollendet nennen kann. Den Contrast zu diesem innigen Idyll bildet das glänzende Volkslied, in das im späteren Laufe das erste Thema eingewirkt wird. Der Schluß ist von der kurzen Art, dass das Publicum erst einige Secunden lauschen wird, ob nicht noch mehr komme, bis es dann in ein stürmisches Halloh ausbrechen muß, – äußerst dankbar, brillant, ja vornehm.“

Zu den besonders erfolgreichen Kompositionen Thalbergs gehören ferner die Fantasie op. 20 über Melodien aus der Oper Die Hugenotten von Giacomo Meyerbeer, die Fantasie op. 40 über Melodien aus der Oper La Donna del Lago von Rossini, die 2. Don Juan-Fantasie op. 42 und das Werk Thême et Étude op. 45. Thalbergs Fantasie op. 51 über Melodien aus der Oper Semiramis von Rossini wurde nach ihrer Veröffentlichung Anfang März 1844 von Felix Mendelssohn Bartholdy mit Worten der Begeisterung begrüßt. Die Fantasie wurde im Frühjahr 1844 von Clara Schumann einstudiert und in ihren Konzerten in Russland gespielt. Thalbergs Souvenir de Pest op. 65 fordert zu einem Vergleich mit der 1. Ungarischen Rhapsodie von Liszt heraus. Für seine Klaviersonate op. 56, die im Dezember 1844 erschien, wurde Thalberg allerdings mit harsch ablehnenden Kritiken bedacht. Als Komponist anspruchsvoller Musik war er offenbar unerwünscht.
Thalbergs sehr handgerechter und klangschöner Klaviersatz ist bis in das frühe 20. Jahrhundert hinein für viele andere Komponisten vorbildlich gewesen. Insbesondere Liszt hat in eigenen Klavierwerken von den Werken seines Rivalen profitiert. Als Thalbergs Spezialität, gewissermaßen als sein Markenzeichen, galt eine von Passagen umspielte Melodie in der Mittelstimme, doch hat sich gerade in dieser Hinsicht ein Missverständnis ergeben. Ein Beispiel für die Art, in der die Spielweise Thalbergs typischerweise vorgestellt wird, ist in Carl Friedrich Weitzmanns Geschichte des Klavierspiels, 1879, S. 138, zu finden.

„Seine Bravourstücke, Fantasien über Melodien aus Moses und der Donna del Lago von Rossin, über Motive aus Bellinis Norma und über russische Volkslieder wurden durch den eigenen, glänzenden Vortrag ausserordentlich beliebt, sie bearbeiten jedoch ihre Themata stets auf eine und dieselbe Weise, und ihr immer wiederkehrender Haupteffect ist es, die Töne einer Melodie der mittleren Oktave des Claviers bald vom Daumen der rechten, bald der linken Hand spielen zu lassen, während die übrigen Finger Arpeggien dazu ausführen, welche den ganzen Umfang des Claviers einnehmen.“

Die Durchsicht der Noten führt zu dem Ergebnis, dass die von Weitzmann und in entsprechender Art auch von vielen anderen Autoren beschriebene Spielweise weder in den von Weitzmann genannten, noch in einem einzigen der übrigen Werke Thalbergs zu finden ist. Thalberg ist in diesem Sinn für eine Spielweise berühmt, die er nicht verwendet hat. Tatsächlich hat er die für den kontrapunktischen Stil typische Verteilung einzelner Stimmen auf beide Hände für die Virtuosenmusik genutzt. Er hat dies aber nicht in der von Weitzmann beschriebenen, sehr primitiven, sondern in weit differenzierterer Art getan. Zu einer Basslinie und harmonischer Figuration treten Passagen, gelegentlich in Doppelgriffen oder Akkorden, sowie eine oder mehrere Melodiestimmen hinzu, so dass die Illusion eines vierhändigen Klavierspiels entsteht. Daneben hat Thalberg noch eine Fülle von ganz anders gearteten Effekten kultiviert. Ein Beispiel ist das Werk Thême et Étude op. 45, in dessen zweitem Teil, der „Étude“, durch fortgesetzte Repetition der Eindruck eines Vibratos einer menschlichen Gesangsstimme hervorgerufen wird. In seiner Caprice op. 46 über Melodien aus Bellinis Sonnambula hat Thalberg einen ähnlichen Effekt mit Kettentrillern erzielt. Seine Klavierwerke enthalten in ihrer Gesamtheit die Summe von allem, was in seiner Zeit an Setzweisen für das Klavier verfügbar war.
Von den Werken Thalbergs wird heute fast nichts mehr gespielt. Als Ursache ist zu vermuten, dass eine starke Vorliebe Thalbergs für den in der Zeit um 1840 weltweit verbreiteten italienischen Stil der Opern Rossinis, Bellinis und Donizettis ihm nachträglich zum Verhängnis geworden ist. Selbst sein Souvenir de Beethoven, eine Fantasie über Melodien aus Beethovens Sinfonien, ist italienisch gefärbt. Im weiteren Verlauf des 19. Jahrhunderts wurde der von Thalberg bevorzugte italienische Stil jedoch zunehmend kritisch gesehen und abgelehnt. Ein charakteristisches Beispiel für diese Wandlung mag Clara Schumann (damals noch Clara Wieck) sein. Sie hatte im Februar 1839 in Paris mit starker Ergriffenheit eine Aufführung von Donizettis Lucia di Lammermoor angesehen und kurz darauf eine Aufführung von Bellinis Sonnambula besucht. In einem Brief an Schumann vom 28. Februar 1839 hatte sie geschrieben:

„Was würdest Du nun wohl sagen, wenn ich Dich endlich überzeugte, dass doch Bellini ein talentvoller Componist ist, und Du sogar zuweilen Sehnsucht bekämest eine italienische Oper zu hören? Ja, ja, so weit bringe ich es noch, und noch viel weiter.“

In einer Tagebuchnotiz Clara Schumanns zum Datum des 26. März 1842 heißt es dagegen:

„Abends bei Madam Tutein. […] Sie schwärmt für eine italienische Oper, die gegenwärtig in Kopenhagen Vorstellungen gab, und zu den Schlechtesten gehört, die ich kennen gelernt; ferner ist sie enthusiastisch für Bellini, Donizetti – von einem Laien läßt man sich das wohl gefallen, aber nicht von einem Musiker, der als Solcher gelten will.“

Auch der Stil Thalbergs verlor in zunehmendem Maß an Akzeptanz. Seine pauschale Abqualifizierung, wie sie in der früheren Liszt-Literatur allgemein üblich gewesen ist, hält dagegen einer Überprüfung in zeitgenössischen Quellen nicht mehr stand. Aus dem Umstand, dass Thalberg mit seinen beiden Opern erfolglos blieb, kann ihm schon deshalb kein Vorwurf entstehen, weil dies bei der riesigen Fülle des im 19. Jahrhundert komponierten Materials dem Normalfall entsprach. Selbst prominenteste Komponisten wie Donizetti und Verdi waren mit einzelnen ihrer Werke davon betroffen.

### Werke mit Opuszahlen
- Fantaisie et Variations sur des différents motifs de l’opéra Euryanthe de C. M. v. Weber, op. 1.
- Fantaisie et Variations sur un thème ecossais, op. 2.
- Impromptu sur des thèmes favoris de l’opéra Le Siège de Corinth de Rossini, op. 3.
- Souvenirs de Vienne, Douze Caprices en form de Valses, op. 4.
- Hommage à Rossini, Motifs de l’opéra Guillaume Tell variés, op. 5.
- Grand Concerto pour le piano avec Accompagnement de l’Orchestre, f-Moll, op. 5.
- Fantaisie pour le Piano-Forte sur des motifs favoris de l’opéra Robert le Diable de Meyerbeer, op. 6.
- Grand divertissement pour pianoforte et cor (ou violoncelle), avec accompagnement d’orchestre, op. 7.
- Sechs deutsche Lieder, Erstes Heft, op. 8.
  - Nr. 1 „Ihre Augen“.
  - Nr. 2 „Der Wanderer“.
  - Nr. 3 „Abreise“.
  - Nr. 4 „Fröhliches Scheiden“.
  - Nr. 5 „Die Nonne“.
  - Nr. 6 „Der Reitersmann“.
- Fantaisie sur des motifs de l’opéra La Straniera de Bellini, op. 9.
- Grande Fantaisie et Variations sur un motif de l’opéra de V. Bellini I Montecchi et Capuleti, op. 10.
- Sechs deutsche Lieder, Zweites Heft, op. 11.
  - Nr. 7 „Lebe wohl“.
  - Nr. 8 „Der Strom“.
  - Nr. 9 „Mitgefühl“.
  - Nr. 10 „Haß und Liebe“.
  - Nr. 11 „Die Thräne“.
  - Nr. 12 „Träumen und Wachen“.
- Grande Fantaisie et Variations sur des motifs de l’opéra Norma de Bellini, op. 12.
- Sechs deutsche Lieder, Drittes Heft, op. 13.
  - Nr. 13 „Des Jägers Haus“.
  - Nr. 14 „Der todte Müller“.
  - Nr. 15 „Sprache der Liebe“.
  - Nr. 16 „Ein Kamerad“.
  - Nr. 17 „Todtengräberlied“.
  - Nr. 18 „Im Dunkeln“.
- Grande Fantaisie et Variations sur deux motifs de l’opéra Don Juan de Mozart, op. 14.
- Caprice, op. 15.
- Deux Nocturnes, op. 16.
- Deux airs russes variés, op. 17.
- Les Soirées musicales, Divertissement, Composée sur des motifs favoris de Rossini, op. 18.
- Deuxième caprice, op. 19.
- Fantaisie sur un motif de l’opéra Les Huguenots de Meyerbeer, op. 20.
- Trois nocturnes, op. 21.
- Grande fantaisie, op. 22.
- Sechs deutsche Lieder, Viertes Heft, „Lieder des Einsiedlers“, op. 23.
  - Nr. 19 „Seine Blumen“.
  - Nr. 20 „Seine Harfe“.
  - Nr. 21 „Sein Kreuz“.
  - Nr. 22 „Seine Glocken“.
  - Nr. 23 „Sein Grab“.
  - Nr. 24 „Sein Begräbnis“.
- Sechs deutsche Lieder, mit unterlegtem italienischen Text, Fünftes Heft, op. 24.
  - Nr. 25 „Abend“.
  - Nr. 26 „Die Ruinen“.
  - Nr. 27 „Thränen“.
  - Nr. 28 „Nicht der Thau“.
  - Nr. 29 „Im Herbst“.
  - Nr. 30 „Segen der Großmutter“.
- Sechs deutsche Lieder, mit unterlegtem italienischen Text, Sechstes Heft, op. 25.
  - Nr. 31 „An den Frühling“.
  - Nr. 32 „Heimlicher Schmerz“.
  - Nr. 33 „Erwachen“.
  - Nr. 34 „Stille der Nacht“.
  - Nr. 35 „An den Mond“.
  - Nr. 36 „Der Ring“.
- Douze Etudes, op. 26.
- God save the King and Rule Britannia, Grande fantaisie, op. 27.
- Nocturne, op. 28.
- Sechs deutsche Lieder, mit unterlegtem italienischen Text, Siebentes Heft, op. 29.
  - Nr. 37 „Des Jägermädchens Klage“.
  - Nr. 38 „Der Traum“.
  - Nr. 39 „Die Verlobten“.
  - Nr. 40 „Die Unglückliche“.
  - Nr. 41 „Sommernacht“.
  - Nr. 42 „Abschied“.
- Sechs deutsche Lieder, mit unterlegtem italienischen Text, Achtes Heft, op. 30.
  - Nr. 43 „Nacht“
  - Nr. 44 „Vor meiner Wiege“.
  - Nr. 45 „Der Findling“.
  - Nr. 46 „Wanderers Liebesschmerz“.
  - Nr. 47 „Ob sie meiner wohl gedenkt“.
  - Nr. 48 „Warum?“.
- Scherzo, op. 31.
- Andante, op. 32.
- Fantaisie sur des thèmes de l’opéra Moïse de G. Rossini, op. 33.
- Divertissement sur un thème de l’opéra de Jules Benedict „The Gipsy’s Warning“, op. 34.
- Grande Nocturne, op. 35.
- La Cadence, Impromptu en forme d’etude, op. 36,1.
- Nouvelle Étude de Perfection, op. 36,2.
- Mi manca la voce de l’opéra Moïse de G. Rossini, op. 36,3.
- La Romanesca, Fameux air de danse du 16.e siècle, transcrit pour piano, op. 36,4.
- Canzonette italienne, op. 36,5.
- Romances sans paroles, op. 36,6.
- Fantaisie sur des motifs de l’opéra Oberon de C.M. de Weber, op. 37.
- Romance et etude, op. 38.
- Souvenir de Beethoven, op. 39.
- Fantaisie sur des motifs de La Donna del Lago, op. 40.
- Deux Romances sans Paroles, op. 41.
- Grande Fantaisie sur la Sérénade et le Menuet de Don Juan, op. 42.
- 2.e Grande Fantaisie sur l’opéra les Huguenots de Meyerbeer, Klavier und Violine, op. 43 (zusammen mit Bériot).
- Andante final de Lucie de Lammermoor varié, op. 44.
- Thême et Étude, op. 45.
- Grand Caprice sur des motifs de l’opéra la Sonnambula, op. 46.
- Grandes Valses brillantes, op. 47.
- Grand Caprice sur des motifs de l’opéra Charles VI de Halévy, op. 48.
- Grand Duo sur des motifs de l’opéra de V. Beatrice di Tenda, Klavier und Violine, op. 49 (zusammen mit Heinrich Panofka).
- Fantaisie sur l’opéra Lucrezia Borgia de Donizetti, op. 50.
- Grande Fantaisie sur l’opéra Semiramide de Rossini, op. 51.
- Nocturne, op. 51 bis.
- Fantaisie sur des motifs de l’opéra La Muette de Portici, op. 52.
- Grande fantaisie sur Zampa de F. Herold, op. 53.
- Grand Duo concertant sur La Sémiramide de Rossini, Klavier und Violine, op. 54 (zusammen mit Bériot).
- Le Départ, Romance variée (auch als: Le Départ, Fantaisie étude), op. 55.
- Grande Sonate, op. 56.
- Décameron, Dix morceaux servant d’École préparatoire à l’Étude de ses grandes Morceaux, op. 57.
  - Nr. 1 Fantaisie sur „I Puritani“ de Bellini.
  - Nr. 2 Fantaisie sur „Der Freischütz“ de Weber.
  - Nr. 3 Fantaisie sur „Le Pré aux Cleres“ d’Herold.
  - Nr. 4 Fantaisie sur „Norma“ de Bellini.
  - Nr. 5 Fantaisie sur des Mélodies de Schubert („Sei mir gegrüßt“, „Gretchen am Spinnrade“ und „Die Post“).
  - Nr. 6 Fantaisie sur „La gazza ladra“ de Rossini.
  - Nr. 7 Fantaisie sur „La Cenerentola“ de Rossini.
  - Nr. 8 Fantaisie sur „Anna Bolena“ de Donizetti.
  - Nr. 9 Caprice sur „Le Prophète“ de Meyerbeer.
  - Nr. 10 Airs irlandais variés.
- Grande caprice sur la marche de l’apothéose de Berlioz, op. 58.
- Marche funèbre variée, op. 59.
- Barcarolle, op. 60.
- Mélodies styriennes, Grande fantaisie, op. 61.
- Valse mélodique, op. 62.
- Grande fantaisie sur le Barbier de Séville, Opéra de Rossini, op. 63.
- Les Capricieuses, Valses, op. 64.
- Tarantella, op. 65.
- Souvenir de Pest, airs hongroises variés, op. 65.
- Introduction et variations sur la barcarolle de l’opéra L’Elisire d’amore de Donizetti, op. 66.
- Grande fantaisie sur des motifs de l’opéra Don Pasquale de Donizetti, op. 67.
- La fille du régiment, opéra de Donizetti, Fantaisie, op. 68.
- Trio für Klavier, Violine und Violoncello, op. 69.
- L’art du chant appliqué au piano, op. 70.
  - Serie I
    - Nr. 1 Bellini, Quatuor des „Puritani“.
    - Nr. 2 Pergolesi, „Tre giorni“.
    - Nr. 3 Beethoven, Adelaide.
    - Nr. 4 Stradella, Air d’Eglise.
    - Nr. 5 Mozart, Lacrymosa du Requiem et Duo des „Noces de Figaro“.
    - Nr. 6 Rossini, „Zelmira“, Duetto: „Perchè mi guardi“.

  - Serie II
    - Nr. 1 Mercadante, „Bella adorata incognita“, Romance de l’opéra „Il giuramento“.
    - Nr. 2 Schubert, Le Meunier et le Torrent („Der Müller und der Bach“).
    - Nr. 3 Mozart, „Il mio tesoro“, Air de l’opéra „Don Juan“.
    - Nr. 4 Meyerbeer, Chœur des Conjurés de l’opéra „Il Crociato“.

  - Serie III
    - Nr. 1 Rossini, Sérénade du „Barbier du Sevilla“.
    - Nr. 2 Mozart, Duo de „La flûte enchantée“ („Die Zauberflöte“).
    - Nr. 3 Donizetti, Barcarolle de „Ganni de Calais“.
    - Nr. 4 Mozart, Trio des masques et Duetto: „Là ci darem la mano“.
    - Nr. 5 Grétry, Sérénade de „L’amant jaloux“.
    - Nr. 6 Rossini, Romance du saule d’„Othello“.

  - Serie IV
    - Nr. 1 Bellini, „Casta diva“. Cavatine de „Norma“.
    - Nr. 2 Mozart, „Mon cœur soupire“ des „Noces de Figaro“.
    - Nr. 3 Weber, Quatuor d’„Euryanthe“.
    - Nr. 4 „Dafydd y garrey wen“ („David sur le rocher blanc“), Ancien air de barde du pays des Galles.
    - Nr. 5 Haydn, Chanson et Chœur de „Saisons“.
    - Nr. 6 „Fenestra vascia“. Chanson napolitaine.
- Ballade de „Preciosa“, Transcription, op. 70a.
- Grand Duo de „Freischütz“, Transcription, op. 70b.
- Florinda, Opéra de S. Thalberg, VI Transcriptions, op. 71.
- Home! Sweet Home!, Air anglais varié, op. 72.
- The last Rose of Summer, Air irlandais varié, op. 73.
- Souvenir d’Amerique, Lilly Dale, varié, op. 74.
- Pensées musicales, Soirées de Pausilippe, Hommage à Rossini, op. 75.
- Célèbre Ballade, op. 76.
- Grande fantaisie de concert sur l’opéra Il Trovatore de Verdi, op. 77.
- La Traviata, Fantaisie pour piano, op. 78.
- Romance dramatique, op. 79.
- Trois Mélodies de Fr. Schubert, transcrites pour piano, op. 79.
  - L’Illusion („Illusion“).
  - La curieuse („Die Neugierige“).
  - La poste („Die Post“).
- La Napolitana, op. 80.
- Souvenir de Ballo in Maschera de Verdi, Fantaisie, op. 81.
- Rigoletto, Souvenir pour le piano, op. 82.

### Opern
- Florinda, Opera seria in 4 Akten, Libretto von Eugène Scribe, Uraufführung am 3. Juli 1851 in London.
- Cristina di Svezia, Tragedia lirica, Libretto von Felice Romani, Uraufführung am 3. Juni 1855 in Wien.

### Weitere Werke ohne Opuszahlen (Auswahl)
- Berceuse.
- Nocturno, Des-Dur.
- Graziosa, Romance sans Paroles.
- Il Vague, Romance sans paroles, Variée.
- Pauline, Valse.
- Souvenir d’Amerique, Valses Brillantes (Neuversion der Valse mélodique op. 62).
- Air d’Amazily de Fernand Cortez de Spontini, Transcription.
- Lucrezia Borgia, Scène et Chœur du 2.e Acte, Transcription.
- Auf Flügeln des Gesanges, Lied von F. Mendelssohn-Bartholdy, Transcription.
- Le fils du Corse, Mélodie par Morel transcrit.
- Arietta „No so fremar il pianto“ („Kann ich es wohl ertragen“).
- Zwei Gedichte, Der Schiffer („Es fahren die Schiffer“) und Letzter Besuch („Ich hab’ vor ihr gestanden“).
- Larmes d’une jeunne fille, Mélodie.

## Ausgaben
Da die Werke Thalbergs im gewöhnlichen Musikalienhandel kaum noch zu bekommen sind, sei auf die von Jeffrey Kallberg in den Garland Series herausgegebenen Serie „Piano Music of the Parisian Virtuosos 1810–1860“ hingewiesen, die beispielsweise in der Bayerischen Staatsbibliothek in München zur Fernleihe zur Verfügung steht. Die beiden ersten Bände enthalten von vielen Klavierwerken Thalbergs Kopien der im Pariser Konservatorium hinterlegten Belegexemplare, so dass wegen der auf den Titelseiten enthaltenen Eingangsvermerke exakte Datierungen möglich sind. Bei kritischer Durchsicht bemerkt man allerdings, dass zwei der im ersten Band der Ausgabe Kallbergs enthaltenen Opera irrtümlich aufgenommen worden sind. Bei den im September 1838 von dem Pariser Verleger Richault veröffentlichten „Sept romances transcrites pour le piano par Sigismond Thalberg op. 25“ handelt es sich um einen Nachdruck der schon im Juni 1838 von Mechetti in Wien veröffentlichten „Lieder ohne Worte von Sigismund Thalberg. Aus dessen Gesängen für das Piano-Forte gesetzt von Carl Czerny.“ Von den sieben Liedbearbeitungen Czernys hat später der Pariser Verleger Maurice Schlesinger die Nummern 2–7 als „Six Romances sans paroles pour le piano composées par S. Thalberg“ neu herausgegeben.

## Diskographie
- Grand Concerto pour le piano avec Accompagnement de l’Orchestre, f-Moll, op. 5. (Francesco Nicolosi, Razumowsky Symphony Orchestra, A. Mogrelia, NAXOS 8.553701)
- 12 Etüden op. 26, Fantasie op. 33, Fantasie op. 40 (Stefan Irmer, MDG 2009)
- Fantasien nach Themen aus Bellinis Opern opp. 12, 10, 49, 9 (Francesco Nicolosi, NAXOS 8.555498)
- Fantasien nach Themen aus Donizettis Opern opp. 68, 67, 50, 44, 66 (Francesco Nicolosi, Marco Polo 8.223365)
- Fantasien nach Themen aus Rossinis Opern opp. 51, 40, 63, 33 (Francesco Nicolosi, NAXOS 8.555501)
- Lacrimosa, Fantasie nach Themen aus Don Giovanni (Cyprien Katsaris, Klavier, SONY SK 52551)
- Apotheose & Fantasies on French Operas (Mark Viner, Piano Classics, PCL10178)
- Opera Fantasies (Mark Viner, Piano Classics, PCL0092)
- Wie tut mir so wohl der selige Frieden – Lieder nach Texten von Karl Gottfried von Leitner (u. a. Lieder von Sigismund Thalberg) (Ulf Bästlein, Sascha El Mouissi; Gramola, DDD, 2016, 6768157)